# Kung Fu Factory
Kung Fu Factory es una empresa desarrolladora de videojuegos estadounidense ubicada en Los Ángeles, California. La empresa anteriormente se conocía como Just Games Interactive, que desarrolló Mortal Kombat: Unchained y Mortal Kombat: Armageddon, y trabajó en UFC Undisputed 2009. Kung Fu Factory es el primer desarrollador externo que ha trabajado en un juego de Mortal Kombat. Recientemente, la empresa ha lanzado varios juegos móviles n.º 1, incluidos Adventure Time: Card Wars Series, SpongeBob Moves In y Teenage Mutant Ninja Turtles: Rooftop Run. El último juego gratuito para dispositivos móviles con mayores ingresos de la empresa es WWE Champions, que se desarrolló en asociación con Scopely y WWE. El 19 de febrero de 2021, Kung Fu Factory anunció que Netmarble adquirió una participación mayoritaria de la empresa.

## Videojuegos
Juegos móviles
- NBA Ball Stars (TBA)
- Nickelodeon Kart Racers Game (2022)
- Hotel Transylvania: Blast (2019)
- Pacific Rim: Breach Wars (2018)
- WWE Champions (2017)
- Adventure Time: Card Wars Kingdoms (2016)
- Card King: Dragon Wars (2015)
- Pirate Bash (2014)
- Adventure Time: Card Wars (2014)
- Alone In The Dark - (port de iOS)  (2014)
- Slot Revolution (2013)
- Domo Jump (2013)
- Teenage Mutant Ninja Turtles: Rooftop Run (2013)
- SpongeBob Moves In (2013)

Juegos de consola
- Spartacus Legends (2013)
- Bellator: MMA Onslaught (2012)
- Girl Fight (2012)
- Supremacy MMA: Unrestricted (2012)
- Supremacy MMA (2011)
- Hello Kitty Seasons

Como Just Games Interactive
- Mortal Kombat: Unchained (2006)
- Mortal Kombat: Armageddon (2007)
- Cruis'n (2007)